# KEDD Stúdió
A KEDD Stúdió egy független animációs filmstúdió, amelyet 2002-ben alapított M. Tóth Géza Budapesten. A stúdió célja magas színvonalú animációs művészeti alkotások és gyermekeknek szóló tartalmak létrehozása és terjesztése.

## Tevékenység, szervezeti felépítés

### KEDD Stúdió
A KEDD Stúdió elsődleges célja minőségi gyerektartalmak létrehozása és közvetítése a legszélesebb gyerekközönség részére.
A stúdió vezetője M. Tóth Géza, Oscar-díjra jelölt filmrendező, producer, egyetemi tanár. A kreatív csapat tagjai az animációs filmes terület képzett szakemberei és művészei közül kerülnek ki. A KEDD eddigi működése során több száz alkotóval és több tucat alkotóműhellyel együttműködésben hozta létre a produkcióit. 
A KEDD Stúdió egyedi animációs filmjei több mint 200 rangos nemzetközi és hazai filmfesztiválon vettek részt, és közel 100 díjat nyertek, köztük az Amerikai Filmakadémia jelölését a Legjobb Animációs Rövidfilm Oscar-díjára (Maestro 2007.). Ugyancsak a KEDD Stúdióban készülnek a népszerű magyar gyerekfilmsorozatok közül a Bogyó és Babóca, valamint a Kuflik is.

### Tevékenység
A KEDD Stúdió a régióban egyedülálló módon kizárólag saját márkákat fejleszt és forgalmaz. Produkciói közé tartoznak olyan népszerű sorozatok, mint a Bogyó és Babóca (Berry and Dolly), a Kuflik, a Mitch-Match és a Naszreddin Hodzsa meséi.
Az alkotásaik több mint 250 nemzetközi és hazai filmfesztiválon szerepeltek, ahol több mint 120 díjat nyertek el. A stúdió egyik legkiemelkedőbb sikere az Oscar-jelölés volt a Maestro című rövidfilmért 2007-ben.
A KEDD az animációs filmek gyártása mellett azok forgalmazására is koncentrál. Több mint 300 órányi gyermekeknek szóló animációs tartalmat kínál, amely közvetlenül elérhető globális televíziós csatornák és VOD-platformok számára. A nemzetközi piacokon olyan sorozatok terjesztésével is foglalkozik, mint a Pocoyo, a Bing és a Magyar Népmesék.
A Bogyó és Babóca (Berry and Dolly) sorozat különösen nagy sikert aratott, hiszen több mint 120 országban vált elérhetővé, és több mint 20 streaming platform kínálatában szerepel.

## KEDD Stúdió fontosabb produkciói

### Gyerekfilmek, sorozatok
- 2018 Dúdoló sorozat - népszerű gyerekdalok, mint a Kiskacsa fürdik, Süss fel nap, Én elmentem a vásárba, Cifra palota, Csip-csip csóka, stb. rajzfilmes feldolgozása. (Rendező: Nagy Tibor)
- 2016 Egy kupac kufli – animációs filmsorozat
- 2015 Paprika és Rózsa – GIF cards
- 2015 Pocoyo –  spanyol-angol animációs filmsorozat (magyar nyelven)
- 2014 KEDDvencek – animációs filmsorozat
- 2014 Bogyó és Babóca 3. (Játszótársak) – rajzfilm
- 2011 Bogyó és Babóca, 13 új mese – rajzfilm
- 2010 Bogyó és Babóca, 13 mese – rajzfilm
- 2010 ALL THAT CATS – animációs filmsorozat
- 2009 Detti és Drót – animációs filmsorozat
- 2009 Tespi mesék – animációs filmsorozat, pilot epizód

### Egyedi filmek
- 2019 MATCHES– animációs rövidfilm
- 2012 Mr. Dokker – animációs rövidfilm
- 2009 Mama – kisjátékfilm
- 2008 Ergo – animációs rövidfilm
- 2005 Maestro – animációs rövidfilm

### Látványtervek, vetített anyagok színházi, összművészeti előadásokhoz
- 2018 Prológ – összművészeti produkció
- 2017 Siegfried - operaelőadás
- 2016 Bartók Maraton – összművészeti produkció
- 2016 Walkür – operaelőadás
- 2015 A Rajna kincse – operaelőadás
- 2013 Máté- Passió – félszcenírozott operaelőadás
- 2006 A Kékszakállú herceg vára – összművészeti produkció
- 2005 A Csodálatos Mandarin – összművészeti produkció

### Ismeretterjesztő filmek, filmes, televíziós produkciók
- 2014 Opera130 – A Sugár úti palota – ismeretterjesztő film a Magyar Állami Operaház megbízására
- 2014 A láthatatlan erőd – ismeretterjesztő film a Monostori Erőd megbízására
- 2014 Szabadság tér ’89 – ismeretterjesztő tévésorozat animációs betétei a Magyar Televízió megbízására
- 2013 A magyar operajátszás története – ismeretterjesztő film a Magyar Állami Operaház megbízására
- 2013 7 Jeles Nap – 7 részes összművészeti sorozat a Magyar Állami Operaház megbízására
- 2012 Lieb Ferenc, az edelényi festő – történelmi kisjátékfilm az edelényi L’Huillier-Coburg Kastély megbízására
- 2009 My America – ausztrál dokumentumfilm, animációs jelenetek
- 2008 Modern képmesék – animációs sorozat a Magyar Televízió megbízására
- 2003 Mindenem a zene – animációs „ID” sorozat a VIVA+ televíziós csatorna megbízására
- 2002 Vigyázat, VIVA! – animációs „ID” sorozat a VIVA+ televíziós csatorna megbízására
- 2002 Sztárok – animációs „ID” sorozat a VIVA+ televíziós csatorna megbízására

## KEDD - Kicsiknek, nagyon!
A KEDD az általa gyártott vagy forgalmazott minőségi, oktató-szórakoztató gyerektartalmakat folyamatosan elérhetővé teszi. Elsődleges fóruma a KEDD YouTube csatorna, amely több ismert mesesorozat gyűjteménye, köztük a Bogyó és Babóca, a Kufli-mesék, a Magyar Népmesék, valamint a Mesék Mátyás királyról. De itt találjuk a díjnyertes animációs sorozatot, az óvodás korúaknak szóló Pocoyo rajzfilmeket is. A 2010-ben indított csatorna feliratkozóinak száma 426.000, videóinak nézettsége jelenleg több mint 479 939 857. Az összes, KEDD által kezelt csatornán a feliratkozószám 917.408, a megtekintések száma: 888.520.371. (2019. június eleji adatok.)

## Díjak
Bogyó és Babóca - a mesesorozat rajzfilm-változata (Rendező: M. Tóth Géza, Antonin Krizsanics)  Kína, Hszian - 6. Nemzetközi Animációs Fesztivál 2017 (a zsűri Különdíja);  Bogyó és Babóca, 13 Új mese – animációs filmsorozat 2011. 11. Kínai Nemzetközi Gyermekfilmfesztivál, 2011. (Legjobb rövidfilm díja "A Tücsök hegedűje"c. epizódért), 11. Kecskeméti Animációs Filmfesztivál, 2013. (Kecskemét kistérségi településeinek díja „A léggömb” c. epizódért)
Ergo – animációs rövidfilm, 2008 (M. Tóth Géza író, rendező, producer) Mogilev Animaevka, 2010, (Legjobb kísérleti film); Asolo Filmfest, 2010, (Legjobb Zene Díja); Anifest Rozafa Filmfesztivál, 2010, (Legjobb Hang Díja); PATRAS Filmfesztivál, 2010, (Legjobb Animáció Díja); Weimar BACKUP Filmfesztivál, 2010, (Különdíj); Ojai- Ventura Film Fesztivál, 2009, (Fődíj); BKKIAF – Bangkoki Animációs FilmFeszt, 2009, (Zsűri Fődíj); Kecskeméti Animációs Fesztivál, KAFF, 2009, (Különdíj); Animation Block Party, 2009, (Fődíj); FCAN – Short Animation Film Festival, 2008, (Fődíj); ANIMANIMA, 2008, (Legjobb Hang Díja); Sarajevo IFF., 2008, (Különdíj); Cannes Filmfesztivál, Semaine de la Critique, 2008, (Versenyben); Berlin, a Collegium Hungaricum megnyitó előadása, 2008
Maestro – animációs rövidfilm, 2005 (M. Tóth Géza író, rendező, producer) Amerikai Filmakadémia jelölése az Oscar díjra, 2007; Évora FIKE 2007 – Nemzetközi Rövidfilm Fesztivál, 2007, (Közönségdíj); Kawasaki Digitális Rövidfilm Fesztivál, 2007, (Fődíj); Lucania Film Fesztivál, 2007, (Animációs Fődíj); Sardinia Film Fesztivál, 2007, (Legjobb Rövidfilm Díja); NAFF Neum Nemzetközi Filmfesztivál, 2007, (Fődíj); Semana de Cine de Medina del Campo Film Fesztivál, 2007, (Különdíj); Smiths Falls River and Rails Int. Film Fesztivál, 2006, (Legjobb Rövidfilm Díja); St. Petersburg MULTIVISION Fesztivál, 2006, (Legjobb Rövidfilm Díja); Stuttgarti ULRICH- SCHIEGG Film Fesztivál, 2006, (Különdíj); Trieszti Maremetraggio Filmfesztivál, 2006, (CEI Díj); Volgográdi VIDEOLOGIA Nemzetközi Filmfesztivál, 2006, (Közönségdíj); Weimar BACKUP Filmfesztivál, 2006, (Közönségdíj); Zlín Nemzetközi Gyermekfilm Fesztivál, 2006, (Hermina Tyrlova Díj); Las Palmas CANARIASMEDIAFEST06, 2006, (Legjobb Animációs Film Díja); Leeds Nemzetközi Film Fesztivál, 2006, (Elismerő oklevél); Gifu HIAFFF Filmfesztivál, 2006, (Megosztott Fődíj); Reggio Filmfesztivál, 2006, (Zsűri Díja), Római CORTOONS Festival, 2006, (Legjobb Rövidfilm Díja); Sancy PLEIN LA BOBINE Filmfesztivál, 2006, (Gyermekzsűri Fődíja); Huesca Nemzetközi Filmfesztivál, 2006, (Különdíj); Budapest BUSHO, 2006, (Animációs Fődíj, Diákzsűri dicsérete); Campobasso THE LAND OF THE LIVING SHORTS, 2006, (Legjobb Rövidfilm Díja, Közönségdíj); Athéni Független Filmalkotók Nemzetközi Panorama Fesztiválja, 2006, (Legjobb Animációs Film Díja); Aubagne Nemzetközi Filmfesztivál, 2005, (Legjobb Animációs Film Díja, Közönségdíj); Les Nuits Magiques Nemzetközi Filmfesztivál, Begles, 2005, (Legjobb Rövidfilm Díja); Belgrádi BALKANIMA Nemzetközi Animációsfilm Fesztivál, 2005, (Különdíj); Belo Horizonte ISFF., 2005, (Legjobb Forgatókönyv Díja); Budapest AniFest3, 2005, (Különdíj, Közönségdíj); Budapest MAFSZ, 2005, (Különdíj); Bukaresti DaKINO Nemzetközi Filmfesztivál, 2005, (Különdíj); Changzhou CICDAF Nemzetközi Animációsfilm Fesztivál, 2005, (Legjobb Rövidfilm Díja); Cordoba ANIMACOR, 2005, (2.Legjobb Rövidfilm Díja); Espinho CINANIMA Nemzetközi Animációsfilm Fesztivál, 2005, (Közönségdíj); Izmiri Nemzetközi Filmfesztivál, 2005, ("Arany Macska" fődíj); Kecskeméti Animációs Fesztivál, KAFF, 2005, (Különdíj); Miskolci CineFest, 2005, (Legjobb Animációs Film Díja); Montreal GLITCH Filmfesztivál, 2005, (Különdíj); Annecy Animációs Filmfesztivál, 2005, (Versenyben); Nagoyai JDAF Filmfesztivál, 2005, (Nagoyai Kereskedelmi Kamara Különdíja); Naoussai Nemzetközi Filmfesztivál, 2006, (Különdíj); Patras Független Filmesek Nemzetközi Szemléje, 2006, (Animációs Fődíj); Trencsén- Teplicei Art Filmfesztivál, 2005, (Különdíj); Wuerzburg Internationales Filmwochenende, 2005,(Rövidfilmes különdíj), Pécsi Mozgókép Fesztivál, 2005, (Különdíj)
Ikarosz – animációs rövidfilm, 1996 (M. Tóth Géza író, rendező, látványtervező) Augsburgi Nemzetközi Független Filmfesztivál, 1997, (Fődíj); Drezdai Animációs és Rövidfilm Fesztivál, 1998, (Különdíj); "KROK- 97" Filmfesztivál, Kiev, 1997, (Különdíj); Magyar Játékszemle, 1997, (Nyitófilm); Berlini Nemzetközi Filmfesztivál, 1997, (Versenyben)

## KEDDshop
A KEDDshop a KEDD webshopja. Kínálatában megtalálhatóak a kortárs és klasszikus rajzfilmhősökhöz kapcsolódó játékok, DVD-k, matricák, mesekönyvek, fejlesztő anyagok stb. Megvásárolhatók itt olyan régi és új mesehős kedvencek, mint Mazsola és Tádé, Bogyó és Babóca, Kisvakond, a Kuflik, Boribon, Vuk, Pocoyo, és sok-sok más kedvelt mesefigura is. A KEDDshop webshop oldalon és kiterjedt viszonteladói hálózaton keresztül is értékesíti a termékeit. A KEDD szlogenje hűen tükrözi a KEDDshop mottóját is: “Kicsiknek, nagyon!”

## Országos Rajzfilmünnep
A 2011-től évente megrendezett Rajzfilmünnep célja az animációs művészet eredményeinek bemutatása, együttműködve hazai és külföldi kulturális intézetekkel, önkormányzatokkal, fővárosi és vidéki mozikkal.